# Mekarjaya (Cigudeg)
Mekarjaya is een bestuurslaag in het regentschap Bogor van de provincie West-Java, Indonesië. Mekarjaya telt 6438 inwoners (volkstelling 2010).